# Tedstone Delamere
Tedstone Delamere – wieś w Anglii, w hrabstwie Herefordshire. Leży 27 km na północny wschód od miasta Hereford i 179 km na północny zachód od Londynu.